# Usedlost čp. 12 (Kučerov)
Usedlost čp. 12 v Kučerově v okrese Vyškov je stavba z nepálených cihel, jedna z nejstarších vesnických hliněných usedlostí hanáckého typu, které se dochovaly. Památkově chráněna je od roku 1958 a 1. října 2014 byla prohlášen za národní kulturní památku.

## Historie domu
Venkovská usedlost byla postavena ve 30. letech 19. století. Dům byl postaven s žudrem, což je charakteristický prvek lidové architektury na Vyškovsku s lomeným obloukem ve tvaru hřibu nad vchodovým přístavkem domu, které s sebou přinesli na Vyškovsko němečtí kolonisté. Síň a žudro bývaly v minulosti užívány majiteli obydlí k posezení s rodinou a sousedy, horní část žudra sloužila jako skladovací prostor. Domy byly ozdobeny malými zahrádkami s květinami, které byly ohrazeny plaňkovými ploty. Každý majitel vtiskl svému domu osobitý ráz prostřednictvím originálního reliéfu omítky na vnějším průčelí domu, uvnitř žudra i na ohradních zdech do návsi. Reliéfy byly tvořeny vtlačováním prstů do vlhké hlíny. V usedlosti žili až do odsunu v roce 1947 rodina Butschkova. Nabídku k odkoupení usedlosti pro potřeby regionálního muzea původně dostaly v souladu s přáním bývalého majitele obec Kučerov a Svazek obcí Větrník, ale kvůli finanční náročnosti nutné obnovy ji odmítly. Památku se proto rozhodli koupit manželé Dvořákovi a od roku 2012 až do současnosti se intenzivně věnují její obnově. Dům, za jehož opravu získali Cenu Národního památkového ústavu Patrimonium pro futuro, využívají jednak k rekreačnímu bydlení, ale otevírají ho i návštěvníkům. Kombinací tak vzniklo živé muzeum, které zachovává původní lidovou architekturu a jeho interiér doplňují expozice. Po dokončené opravě čelního traktu tady vznikla regionální expozice vyškovského jazykového ostrůvku a ve stodole jsou nainstalovány výstavky s různým tematickým zaměřením. Obnovený interiér postupně zaplnil mobiliář typický pro místní německé prostředí přelomu 19. a 20. století.

## Popis
Přízemní stavení je zděné z vepřovic, které kromě velké síně s trámovým stropem, schodištěm do horní komory má i vestavěnou černou kuchyní. Do stavení se vstupuje přes žundr s eliptickým záklenkem a brankou. Napravo podél ulice se nalézá světnice a vedle světnice je výměnek. Výměnek je řešený jako drobný samostatný byt s vlastní černou kuchyní. Za domem stojí dvůr s novodobými chlévy a dvůr uzavírá napříč postavená novodobá stodola. Charakter uličního průčelí určuje svým dominantním řešením žudr se vstupním otvorem a se 2 okénky do podstřešní komory, což byla sýpka. Jejích prostor s nízkými svislými stěnami je uzavřen neckovité řešenou falešnou klenbou a isolace je tvořen a vrstvou hliněné mazaniny, spočívající na dřevěné konstrukci.